# 보어 반지름
보어 반지름(Bohr radius)은 보어 모형에서 바닥 상태의 수소 원자의 반지름을 뜻한다. 1913년에 닐스 보어가 제안하였다. 양자 역학에 따라 수소 원자의 실제 크기는 보어 반지름에 다소 어긋나지만, 보어 반지름은 원자 내의 자연스러운 거리 단위라는 의의를 가진다.

## 정의
보어 반지름 {\displaystyle a_{0}}은 다음과 같은 물리 상수이다.
{\displaystyle a_{0}={{4\pi \varepsilon _{0}\hbar ^{2}} \over {m_{e}e^{2}}}={{\hbar } \over {m_{e}c\alpha }}}
여기서:
{\displaystyle \varepsilon _{0}}는 진공에서의 유전율
{\displaystyle \hbar }는 디랙 상수 (플랑크 상수를 {\displaystyle 2\pi }로 나눈 값)
{\displaystyle m_{e}}는 전자의 정지 질량
{\displaystyle e}는 기본 전하
{\displaystyle c}는 빛의 속도
{\displaystyle \alpha }는 미세 구조 상수이다.
보어 반지름은 대략 5.292 × 10−11 m (53 pm 또는 0.53 Å)이다. 보어 반지름은 종종 원자 물리학에서 원자 단위로 사용된다.

## 같이 보기
- 보어 마그네톤